# Live Musica Tour
Live Musica Tour è il settimo album italiano di Paolo Meneguzzi, il primo dal vivo, pubblicato nel 2007.
È disponibile sia su CD, che su DVD.

## Tracce
1. Intro
2. Stai con me
3. Al centro del mio mondo
4. "Lui È" (DVD)
5. Ricordati che
6. "Sara" (DVD)
7. "È" (DVD)
8. Ore 3
9. "Email" (DVD)
10. "Una regola di amore" (DVD)
11. Aiuto
12. Ho bisogno d'amore
13. Mi sei mancata
14. Fragile Giulia
15. "Ed io non ci sto più" (DVD)
16. Ti amo ti odio
17. Quel ti amo maledetto
18. Guardami negli occhi (prego)
19. Lei è
20. In nome dell'amore
21. Musica (feat. Nate James)
22. Baciami
23. Non capiva che l'amavo
24. Verofalso
25. Musica (Bis)

Queste sono alcune delle tracce presenti solo nel DVD
- Lui e lei
- Sara
- Email
- Una regola d'amore
- Ed io non ci sto più

## Classifiche
| Paese  | Posizione massima |
| ------ | ----------------- |
| Italia | 71                |